# Sinornithosaurus

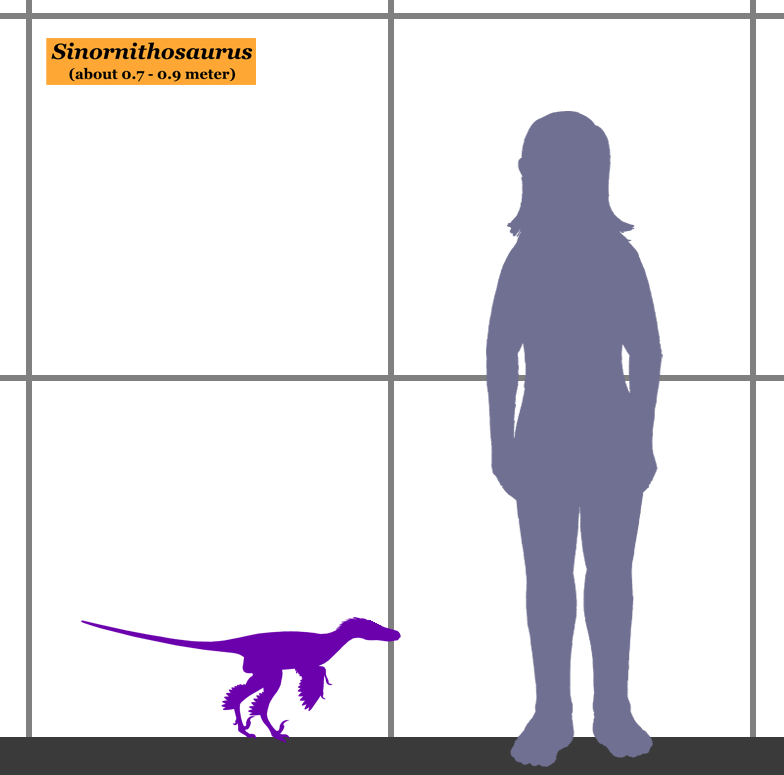
Scala dimensionale

Il Sinornithosaurus è un dinosauro che visse in Cina 120-125 milioni di anni fa. Alcuni scienziati sostengono che avesse un morso velenoso, ma la teoria è molto dubbia.

## Classificazione
Il Sinornithosaurus faceva parte della famiglia dei Dromaeosauridae, di cui fa parte il Velociraptor. È uno dei primi dromeosauridi.

## Piumaggio
Sicuramente aveva delle protopiume e probabilmente anche delle piume sulle zampe anteriori come, per esempio il Velociraptor. Per molto tempo gli scienziati hanno ritenuto impossibile risalire al colore dei dinosauri, ma il Sinornithosaurus fece eccezione. Infatti nel 2010, grazie ad un fossile molto ben conservato gli scienziati sono riusciti a trovare il colore delle piume di questo animale. Questo perché le piume del dinosauro si erano fossilizzate talmente bene che avevano mantenuto delle microstrutture contenenti pigmenti (sostanze che danno colore ad un'altra cosa) e quindi con un'attenta analisi al microscopio del fossile si è espresso che il Sinornithosaurus avesse piume di colore rosso mattone con sfumature di giallo, grigio e nero.

## Capacità avicole
Sempre grazie al fossile conservato benissimo si è scoperta un'altra caratteristica importante riguardante le piume del Sinornithosaurus, ma che non riguardava il colore. Infatti con un'ulteriore analisi del fossile gli studiosi hanno notato che le piume erano provviste di rachide, e cioè avevano una struttura più o meno identica a quella degli odierni uccelli. Queste strutture avevano un solo scopo: il volo. Quindi si è scoperto che il Sinornithosaurus potesse volare. In realtà non poteva volare veramente perché non possedeva i muscoli necessari per un volo a propulsione (quindi sbattendo le ali) e allora gli studiosi hanno ritenuto che si lanciasse dai rami più alti degli alberi delle foreste in cui viveva e planasse di albero in albero e quando era arrivato in un punto troppo in basso per lanciarsi nuovamente (infatti non poteva guadagnare quota) si arrampicava più in alto sull'albero dove stava e poi si lanciava di nuovo.

## Veleno
Era stato proposto che Sinornithosaurus avesse un morso velenoso per via della presenza di scanalature sui margini dei denti, tratto normalmente legato alla capacità di produrre veleno e iniettarlo nei tessuti di altri animali. Tuttavia anche i babbuini hanno queste scanalature, ma non sono velenosi (la funzione di tali scanalature sulle zanne dei babbuini è tuttora sconosciuta) e l'ipotesi è stata smentita da molti esperti.